# Connoisseurship

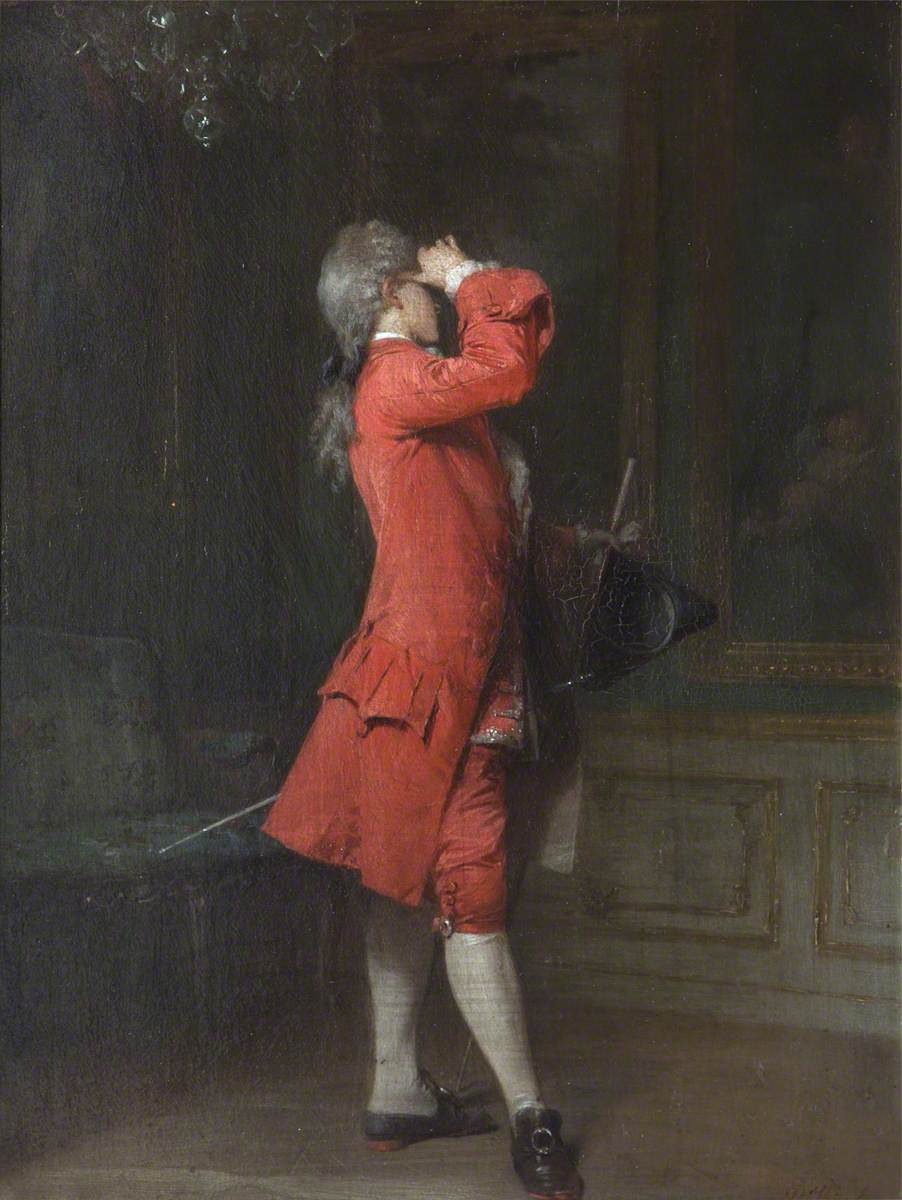
P. Karl Il conosseur (XVIII secolo)

La connoisseurship è l'ambito delle discipline storico-artistiche, e in particolare della critica d'arte, che si basa sull'osservazione diretta dell'opera d'arte da parte di un esperto, detto conoscitore (o connoisseur).
Nello specifico, la connoisseurship ruota intorno all'esercizio della pratica dell'attribuzione, ossia l'analisi critica stilistico-qualitativa applicata a un'opera d'arte col fine di stabilirne l' autore e il grado di autografia, o quantomeno l'ambito storico-geografico di creazione (la "scuola"), in mancanza di informazioni date da fonti o documenti. L'utilizzo dell'occhio critico da parte del conoscitore serve anche a distinguere tra opere autentiche, copie e falsi e, nel caso di più versioni d'autore, ove possibile, tra versione originale e derivata.

## Origine del nome
Il termine connoisseurship, nonostante l'apparente composizione bilingue, è interamente inglese. Connoisseur, infatti, è parola inglese, derivante dal francese connaisseur, «conoscitore». Ad essa è unito il suffisso inglese «-ship», nella sua accezione semantica atta a indicare la competenza, o l'esercizio di una professione.
L'uso italiano della parola, in mancanza di un singolo termine specifico che indichi la pratica della connoisseurship, è ampiamente attestato. In alternativa, ci si può riferire alla pratica in questione come al "mestiere del conoscitore", soprattutto in riferimento alla fase storica della disciplina precedente alla nascita di cattedre universitarie.

## Ambito cronologico di competenza
La pratica della connoisseurship, a livello teorico valida, con le dovute distinzioni, per ogni periodo artistico, è legata in particolare all'arte tardo-medievale e moderna, cosicché per "conoscitore" si intende quasi unicamente l'esperto abile a riconoscere lo stile dei cosiddetti "primitivi" e, soprattutto, degli "antichi maestri". 
Per l'arte antica e altomedievale, infatti, la carenza di informazioni sugli artisti in nostro possesso limita fortemente le possibilità di attribuire un'opera a una determinata mano, e l'attribuzione nella maggior parte dei casi si ferma al riconoscere la regione di provenienza dell'artista o della maestranza; basandosi il meccanismo dell'attribuzione sui confronti con altre opere esistenti, la scarsa messe di opere pittoriche antiche a noi pervenute limita in particolare le possibilità del critico nell'ambito della pittura. Le differenti modalità di sviluppo dello stile per l'arte antica e altomedievale, inoltre, rendono spesso particolarmente difficile l'esercizio della connoisseurship al fine dell'individuazione della cronologia precisa di un'opera: ciò è dimostrato da aspre querelles di datazione come, ad esempio, il celebre caso degli affreschi di Castelseprio, variamente datati nell'arco di quasi mezzo millennio.
Se la connoisseurship è difficile da applicare all'arte antica e medievale per i motivi appena esposti, la sua utilità nell'ambito dello studio dell'arte contemporanea è ugualmente messa in secondo piano, anche se da motivi diametralmente opposti, ossia dalla maggior facilità di reperire documenti e informazioni su un'opera d'arte e la sua provenienza. Ciò vale massimamente per il Novecento, grazie alla diffusione del sistema dell'autentica.

## Storia
Se la connoisseurship si è, per così dire, istituzionalizzata a livello accademico intorno alla metà dell'Ottocento, imponendosi per un secolo come metodo dominante tra le varie correnti di studio della storia dell'arte, essa esiste però da molto più tempo, almeno dal XVI secolo. In origine il conoscitore, o "intendente" d'arte, era l'artista stesso: l'esempio massimo per il Cinquecento è Vasari, che fu un eccellente conoscitore e si avvalse del suo occhio allenato e della sua eccellente memoria fotografica per la stesura delle Vite, testo in cui dà prova, nelle descrizioni delle opere, di una profonda capacità di individuare lo stile specifico di ogni artista. Vasari fu inoltre il primo grande collezionista di disegni, soprattutto di artisti fiorentini, iniziando con la sua raccolta una pratica comune a molti conoscitori dei secoli successivi.
Nel Seicento, col diffondersi della pratica del collezionismo d'arte, cominciò ad affermarsi la figura del conoscitore nelle due vesti di collezionista (fini conoscitori furono Vincenzo Giustiniani e Giulio Mancini) o di esperto al servizio dei collezionisti: a questa categoria appartenne Filippo Baldinucci, che curò, ordinò e catalogò personalmente la collezione di disegni del cardinal Leopoldo de' Medici, oltre a costituirsene una personale. Nel Settecento la disciplina della connoisseurship fece un grande salto verso la sua affermazione come scienza esatta, grazie anche all'impegno dei conoscitori, tra cui Jonathan Richardson e Pierre Crozat, nella pubblicazione di numerosi saggi sulla pratica e alla diffusione del "catalogo ragionato", tipologia di libro corredata di incisioni che permetteva al connoisseur, per la prima volta nella storia, di studiare lo stile di opere che non aveva mai visto tramite le riproduzioni.

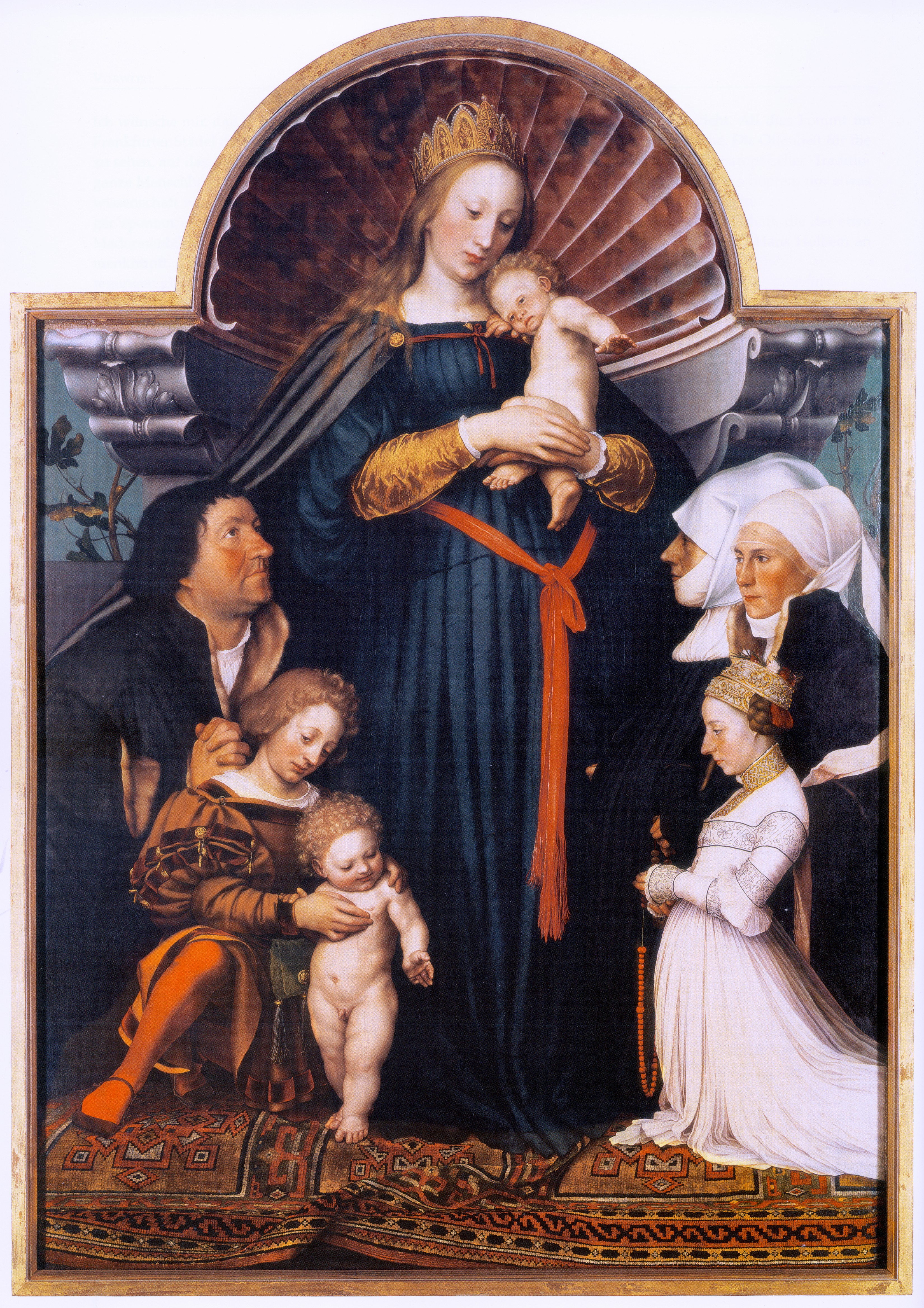
La Madonna di Darmstadt di Holbein il Giovane, intorno alla quale si animò un vivo dibattito negli anni sessanta dell'Ottocento tra conoscitori per la presenza di una copia di altissima qualità a Dresda

Nel corso dell'Ottocento, lo sviluppo della fotografia aumentò a dismisura le possibilità dei conoscitori di conoscere i diversi stili pittorici tramite riproduzioni ben più fedeli delle incisioni, pur se con la limitazione del bianco e nero. Uno dei primi utilizzi scientifici della fotografia nel campo della connoisseurship è attestato in una mostra del 1871 su Holbein il Giovane a Dresda, in cui, oltre al confronto fisico tra le due Madonne del Borgomastro Meyer, che permise ai conoscitori di concludere la Holbeinstreit, ossia un acceso dibattito su quale tra le due opere fosse l'originale e quale la copia, la possibilità di esaminare lo stile del pittore era offerta da una serie di riproduzioni delle altre opere più importanti, non presenti in mostra. 
Nella seconda metà del secolo due grandi conoscitori furono Morelli, ideatore di un "metodo scientifico di attribuzione" di stampo positivista, basato sull'osservazione della resa pittorica di alcuni dettagli anatomici come le orecchie e le mani, detti "motivi sigla", e Cavalcaselle, fautore di un metodo di attribuzione basato maggiormente su un'impressione generale. Seguace del metodo morelliano, fu Bernard Berenson, uno dei più celebri connoisseurs a cavallo tra i due secoli. In Italia, con l'istituzione delle prime cattedre di Storia dell'arte all'inizio del Novecento, la connoisseurship si istituzionalizzò come principale metodo di approccio critico all'opera d'arte. Influenza enorme e duratura ebbe in particolare Roberto Longhi, celebre conoscitore che ha condizionato gli indirizzi della critica italiana, grazie anche alla diffusione dei suoi allievi nelle università di tutto il Paese, fino a tempi recentissimi: tra gli studiosi della sua cerchia spiccano per il loro occhio Mina Gregori, Ferdinando Bologna e, per la pittura gotica, Luciano Bellosi. Altri importanti connoisseurs del Novecento furono Max Friedländer, esperto di arte fiamminga, e Federico Zeri.